# Sidonia Gall
Sidonia Gall (* 23. November 1946 in Kirchfidisch / Burgenland als Sidonia Binder) ist eine österreichische Autorin und Pädagogin. Sie war von 2009 bis 2017 Präsidentin des Österreichischen Schriftsteller/innenverbands (OeSV).

## Leben
Sidonia Gall lebt seit frühester Kindheit in Wien. Bereits während ihrer Schulzeit am Realgymnasium nahm sie Grafikunterricht bei Gerda Matejka-Felden an der Wiener Kunstschule und legte 1964 die Matura ab. Sie absolvierte die Universitätsstudien in Geographie und Geschichte und unterrichtete diese Fächer von 1971 bis 2007 an einem Oberstufenrealgymnasium in Wien. 1977 promovierte sie mit einer Dissertation aus Österreichischer Geschichte. Weitere Studienrichtungen waren Ägyptologie und Philosophie.
Seit 1970 veröffentlicht sie literarische Texte in Zeitschriften, Anthologien und im ORF. Ihr Werk umfasst Lyrik, Kurzprosa, Theaterstücke, Hörspiele und Kulturberichte. Ihre Lyrik wurde in mehrere Sprachen übersetzt (Englisch, Ungarisch, Slowakisch, Farsi, Russisch) und teilweise von Otto Strobl vertont.
Die Autorin nahm 2005 den Namen des langjährigen Ehepartners Peter J. Gall an und veröffentlicht ihre literarischen Texte nun unter dem Namen Sidonia Gall.
2009 trat sie als zwölfte Präsidentin des OeSV die Nachfolge von Alfred Warnes   an. Sie ist Mitglied des Österreichischen P.E.N.-Clubs, des OeSV, des Literaturkreises Podium und der IG Autorinnen Autoren.

## Auszeichnungen
- 1984: Förderungspreis der Burgenlandstiftung – Theodor Kery
- 1989: Kulturpreis des Landes Burgenland, Sparte Literatur und Publizistik

## Werke
- Bis auf Widerruf: Texte. Edition Roetzer, Eisenstadt 1980, ISBN 978-3-85374-074-3.
- Dämonenjagd: Gedichte. Reihe: Lyrik aus Österreich, Bd. 55. G. Grasl, Baden bei Wien 1992, ISBN 978-385098-210-8.
- Hör-CD: Trio mit Gesang, Musik von Otto Strobl. ton-art-projekt, 2005.
- Podium Porträt 90. Literaturkreis Podium, Wien 2016, ISBN 978-3-902886-31-6
- Am Brunnenrand: Kurzgeschichten. edition lex liszt 12, Oberwart 2016, ISBN 978-3-99016-113-5
- Aus den Kulissen edition lex liszt 12, Oberwart 2022, ISBN 978-3-990161-99-9